# Pamphagodes riffensis
Pamphagodes riffensis is een rechtvleugelig insect uit de familie Charilaidae. De wetenschappelijke naam van deze soort is voor het eerst geldig gepubliceerd in 1878 door Bolívar.